# Musée de la Sarre
Le musée de la Sarre (Saarlandmuseum) est un musée d'art allemand, réunissant des collections réparties sur plusieurs sites, à Sarrebruck, en Sarre.

## Historique
Le musée de la Sarre a été fondé en 1920.

## Collections
- la Alte Sammlung : collection d'art ancien. Les collections d'art ancien regroupent des œuvres d'Allemagne du Sud et de Lorraine du Moyen Âge aux temps modernes ;
- la Moderne Galerie : galerie d'art moderne. Les points forts de cette galerie sont les œuvres de l'impressionnisme et de l'expressionnisme allemands utilisant les couleurs pures et les contrastes violents et prônant l'art abstrait ;
- le Museum in der Schlosskirche : musée de l'église du Château ;
- la Stadtgalerie Saarbrücken : galerie d'art contemporain ;
- le Museum für Vor- und Frühgeschichte : musée archéologique ;
- le Deutsches Zeitungsmuseum : musée de la presse allemande.

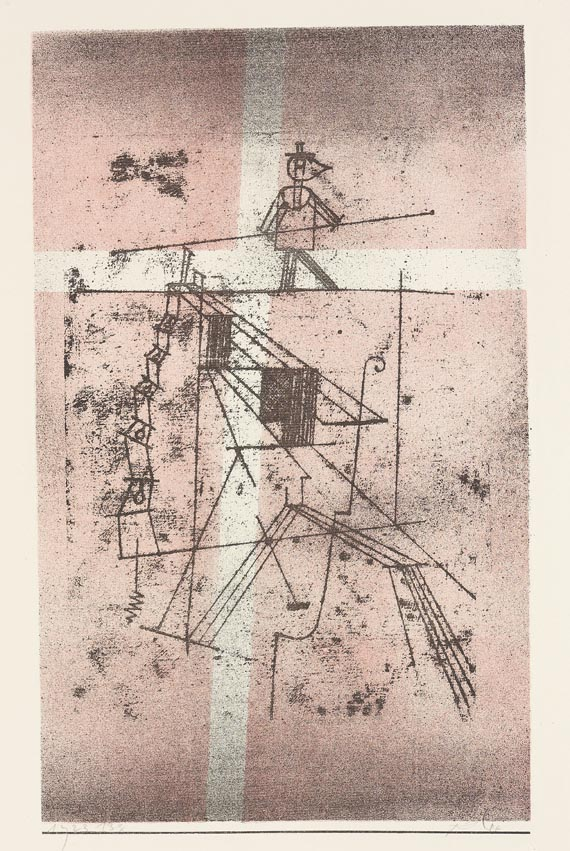
Paul Klee, Funambule (1923), lithographie.

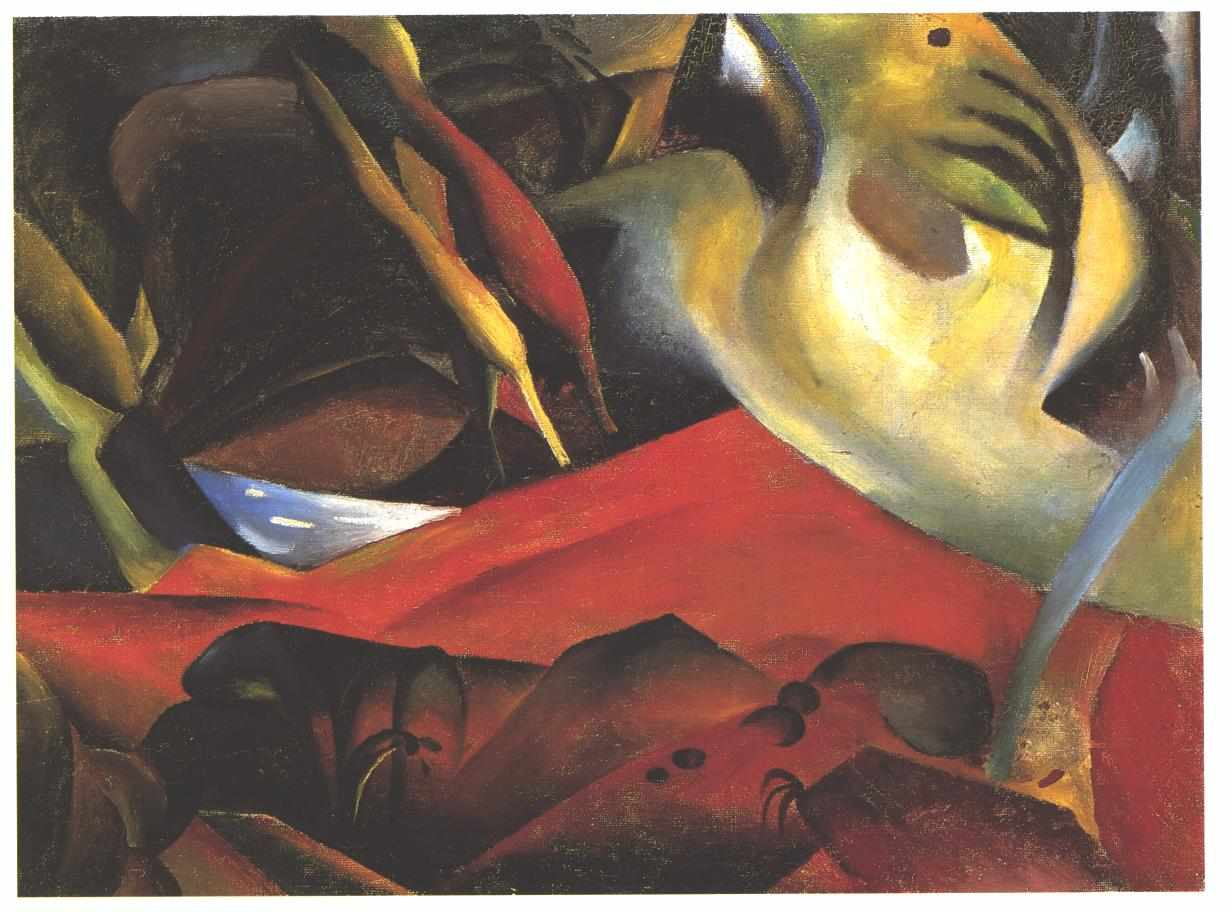
August Macke, L'Orage (Der Strum, 1911).